# کارلوس استنبان فرونتینی
کارلوس استنبان فرونتینی (به پرتغالی: Carlos Esteban Frontini) مهاجم اهل برزیل است که در شهر General Pacheco، آرژانتین و در تاریخ ۱۹ اوت ۱۹۸۱ به دنیا آمده‌است.
کارلوس استنبان فرونتینی در تیم‌های فوتبال Mogi Mirim سابقهٔ حضور دارد.